# Brezici (Doboj)
Pour les articles homonymes, voir Brezici.
Brezici (en serbe cyrillique : Брезици) est un village de Bosnie-Herzégovine. Il est situé sur le territoire de la ville de Doboj et dans la république serbe de Bosnie. Selon les premiers résultats du recensement bosnien de 2013, il compte 25 habitants.
Avant la guerre de Bosnie-Herzégovine, le village faisait entièrement partie de la municipalité de Maglaj ; après la guerre, son territoire a été partiellement rattaché à la municipalité de Doboj intégrée à la république serbe de Bosnie.

## Démographie

### Évolution historique de la population
| 1948 | 1953 | 1961 | 1971 | 1981 | 1991 | 2013 |
| ---- | ---- | ---- | ---- | ---- | ---- | ---- |
| -    | -    | 226  | 226  | 182  | 103  | 25   |

|  |